# ماسارو يوشياما
ماسارو يوشياما (باليابانية: 内山 勝) (14 أبريل 1957 في شيزوكا في اليابان – )؛ هو لاعب كرة قدم ياباني سابق كان يلعب كمدافع. سبق له أن لعب مع منتخب اليابان.

## وصلات خارجية
- Japan National Football Team Database